# فولك برنادوت
الكونت فولك برنادوت (Folke Bernadotte) هو ديبلوماسي سويدي ترأس الصليب الأحمر السويدي. ولد في 2 يناير 1895 باستكهولم وقتل في 17 سبتمبر 1948 بالقدس.
فولك هو من العائلة الملكية السويدية  وهو حفيد أوسكار الثاني الذي كان ملك السويد والنرويج.

## نشاطه خلال الحرب العالمية الثانية
في سنة 1945 عندما كان نائب رئيس الصليب الأحمر السويدي عمل على نقاش هدنة بين ألمانيا والحلفاء. في نهاية الحرب تلقى طلبًا من هينريك هيملر يعلن فيه استسلام ألمانيا في وجه بريطانيا والولايات المتحدة مقابل السماح لألمانيا مقاومة الاتحاد السوفياتي. قام برنادوت بنقل العرض إلى كل من ونستون تشرشل وهاري ترومان، ولكن العرض رُفض.
شارك أيضًا في عمليات تبادل الأسرى خلال الحرب العالمية الثانية  وأسهم في عملية إنقاذ 15000 معتقل من معسكر اعتقال وكانوا سويديون ودانماركيون ونرويجيون وأمريكيون وبولنديون وصينيون وإنجليز وفرنسيون من رأس أركونا، وكان ممن أسهم بإنقاذهم أعدادًا كبيرة من اليهود، وكل هذا أنجزه الأمير فولك ضمن حملة «الحافلات البيضاء» والتي أسهم فيها الصليب الأحمر السويدي والكشافة السويدية، وذلك في فترة زمنية وجيزة وتحت ظروف عصيبة.
حسب أبحاث تاريخية حديثة جاء إنقاذ الخمسة عشر ألف معتقل على حساب 2000 معتقل كانوا مرضى أو على شفير الموت وكانوا من جنسيات فرنسية خصوصًا وكذلك روسية وبولندية. فقد تم نقل هؤلاء الأسرى من معتقل نازي إلى معتقل نازي آخر وتوفي أغلبهم على الطريق.

## تقسيم فلسطين

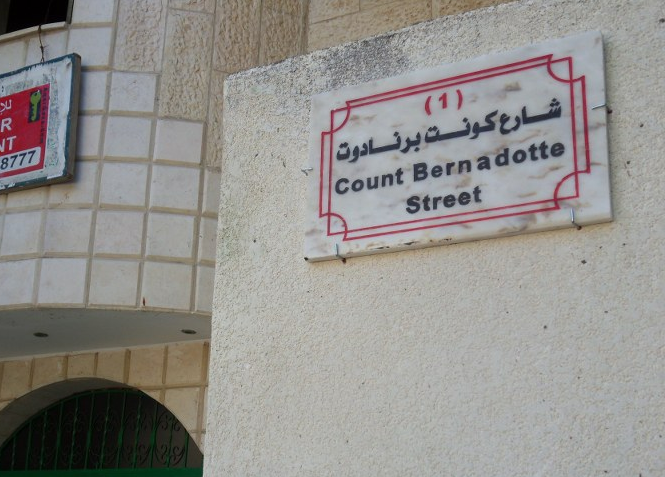
يافطة شارع كونت برنادوت في مدينة غزة - بأشارة إلى فولك بيرنادوت

بعد قرار تقسيم فلسطين اندلعت مواجهات بين اليهود والعرب في فلسطين فاختارته منظمة الأمم المتحدة ليكون وسيطاً بينهم في 20 مايو/أيار عام 1948، ليصبح أول وسيط دولي في تاريخ المنظمة. كان الهدف من مهمته وقف المواجهات بين الطرفين المتنازعين وتطبيق قرار التقسيم. استطاع أن يحقق الهدنة الأولى في فلسطين في 11 يونيو/حزيران 1948، وتمكن بعد مساعٍ لدى الجانبين العربي والإسرائيلي من الدعوة إلى مفاوضات رودس التي جرت نهاية عام 1948.

### اقتراحاته من أجل السلام
قدم فولك برنادوت عدة اقتراحات من أجل عملية السلام للأمم المتحدة في 27/6/1948:
1. ينشأ في فلسطين بحدودها التي كانت قائمة أيام الانتداب البريطاني الأصلي عام 1922 (وفيها شرق الأردن) اتحاد من عضوَيْن أحدهما عربي والآخر يهودي، وذلك بعد موافقة الطرفين الذين يعنيهما الأمر.
2. تجرى مفاوضات يساهم فيها الوسيط لتخطيط الحدود بين العضوَيْن على أساس ما يعرضه هذا الوسيط من مقترحات، وحين يتم الاتفاق على النقاط الرئيسية تتولى لجنة خاصة تخطيط الحدود نهائياً.
3. يعمل الاتحاد على تدعيم المصالح الاقتصادية المشتركة وإدارة المنشآت المشتركة وصياغتها بما في ذلك الضرائب والجمارك، وكذا الإشراف على المشروعات الإنشائية وتنسيق السياسة الخارجية والدفاعية.
4. يكون للإتحاد مجلسٌ مركزي وغير ذلك من الهيئات اللازمة لتصريف شؤونه حسبما يتفق على ذلك عضوا الاتحاد.
5. لكل عضو حق الإشراف على شؤونه الخاصة بما فيها السياسة الخارجية وفقاً لشروط الإتفاقية العامة للإتحاد.
6. تكون الهجرة إلى أراضي كل عضو محدودة بطاقة ذلك العضو على استيعاب المهاجرين، ولأي عضو بعد عامين من إنشاء الاتحاد الحق في أن يطلب من مجلس الاتحاد إعادة النظر في سياسة الهجرة التي يسير عليها العضو الآخر، ووضع نظام يتمشى والمصالح المشتركة للإتحاد، وفي إحالة المشكلة إذا لزم الأمر إلى المجلس الاقتصادي والاجتماعي التابع للأمم المتحدة، ويجب أن يكون قرار هذا المجلس مستنداً إلى مبدأ الطاقة الاستيعابية وملزماً للعضو الذي تسبب في المشكلة.
7. كل عضو مسؤول عن حماية الحقوق المدنية وحقوق الأقليات، على أن تضمن الأمم المتحدة هذه الحقوق.
8. تقع على عاتق كل عضو مسؤولية حماية الأماكن المقدسة والأبنية والمراكز الدينية، وضمان الحقوق القائمة في هذا الصدد.
9. لسكان فلسطين إذا غادروها بسبب الظروف المترتبة على النزاع القائم الحق في العودة إلى بلادهم دون قيد، واسترجاع ممتلكاتهم.
10. وضع الهجرة اليهودية تحت تنظيم دولي حتى لا تتسبب في زيادة المخاوف العربية.
11. بقاء القدس بأكملها تحت السيادة العربية مع منح الطائفة اليهودية في القدس استقلالاً ذاتيًا في إدارة شؤونها الدينية.
12. إضافة بعض التعديلات الحدودية بين العرب واليهود، منها ضم النقب إلى الحدود العربية والجليل إلى الدولة الإسرائيلية.

المؤرخ العاد بن درور، قد كتب في عمله الجديد الذي بحث بعمق عمل الولايات المتحدة في فلسطين في تلك الفترة، ان المسؤول الحقيقي عن هذا البرنامج كان مساعد برنادوت – رالف بانش. رالف بانش اصر ان لا تكون القدس في دولة اليهود بل تعطى للعرب.
أثارت اقتراحته في عملية السلم حفيظة الجانب اليهودي في تلك الفترة إذ عارض ضم بعض الأراضي الفلسطينية إلى الدولة اليهودية المقترحة في قرار التقسيم الذي صدر في 29 نوفمبر/تشرين الثاني 1947 كما اقترح وضع حد للهجرة اليهودية ووضع القدس بأكملها تحت السيادة الفلسطينية فاتفقتا منظمتا «أرغون» التي يرأسها مناحيم بيغن و«شتيرن» برئاسة إسحق شامير على اغتياله وقام زتلر قائد وحدة القدس بالتخطيط للعملية، ونفذت عملية الاغتيال في 17 سبتمبر/أيلول 1948 في القطاع الغربي لمدينة القدس، فمات عن عمر يناهز الـ 53 عاماً إثر تعرض سيارته لإطلاق نار من قبل ثلاثة أشخاص ومات على الفور.

### ما بعد الاغتيال
إثر عملية الاغتيال توجهت الشكوك نحو منظمة شتيرن وتم إيقاف أكثر من 250 عضوًا في المنظمة خلال 24 ساعة، وتم حل «شتيرن» في اليوم التالي ضمن «مكافحة الإرهاب». أكد زتلر أنه تلقى ضمانات من وزير الداخلية إسحق غرونباوم بأنه سيتم معاقبته من أجل إرضاء الرأي الدولي وأنه سيتم العفو عنه لاحقًا.
تم الحكم بالسجن على يالين مور ومتياهو شمولفيتز في الثاني من فبراير/شباط سنة 1949 بتهمة الانتماء إلى منظمة إرهابية وليس بسبب عملية الاغتيال وتم إطلاق سراحهما بعد أسبوعين كما تم العفو عن جميع معتقلي منظمة شتيرن.

## وصلات خارجية
- فولك برنادوت على موقع IMDb (الإنجليزية)
- فولك برنادوت على موقع الموسوعة البريطانية (الإنجليزية)
- فولك برنادوت على موقع مونزينجر (الألمانية)
- من أوراق القرن العشرين: اغتيال الكونت برنادوت بأيدي العصابات اليهودية - 17 سبتمبر 1948، جريدة الأهرام المصرية، 17 سبتمبر 1998